# Reproducción asistida
La reproducción asistida es el conjunto de técnicas o métodos biomédicos que facilitan o sustituyen a los procesos naturales de fecundación. Tiene como objetivo la asistencia para fecundar el óvulo. Se utiliza por un problema de fertilidad o bien por otra razón. Actualmente, los datos sugieren que estas técnicas son necesarias para un 15-20 % de la población.

## Historia
En la década de 1890 Walter Heape, profesor de la Universidad de Cambridge, reportó el primer caso conocido de trasplante de embriones, transfiriendo dos embriones de conejo a un ciervo belga; el nacimiento de los conejos se llevó a cabo con éxito. 
En 1930 comenzó la transferencia de embriones de animales más grandes como ovejas y cabras.
En 1944 Miriam Menken y John Rock se convirtieron en los primeros investigadores que fertilizaron un óvulo humano fuera del organismo. Para ello, obtuvieron más de 800 ovocitos de mujeres; posteriormente, expusieron 138 de esos ovocitos a espermatozoides; sin embargo, no hubo éxito, ya que se reportó la escisión del embrión. 
En 1959 Min Chueh Chang investigador de la reproducción, obtuvo indudables pruebas de FIV al lograr nacimientos vivos por primera vez en conejos.
En 1973 Carl Wood y John Leeton obtuvieron el primer embarazo humano mediante FIV, en Melbourne, Australia. 
En 1976 Patrick Steptoe y Robert Edwards, junto con Jean Purdy primera embrióloga de la historia, obtuvieron el primer embarazo con FIV en humanos en Inglaterra.
En 1978 después de un total de 102 transferencias de embriones fallidas, nació el primer "bebé de probeta" de la historia, una niña llamada Louise Brown.

Exactamente, fue el 10 de noviembre de 1977 cuando Jean Purdy transfirió el embrión en el útero materno. Sin embargo, hicieron falta 10 años de investigación para que este hecho se llevase a cabo. 
En esos diez años, Patrick Steptoe (ginecólogo) y Robert Edwards (fisiólogo) se asociaron para desarrollar la técnica de fecundación in vitro. Steptoe había descrito un método de extracción de óvulos y Edwards había desarrollado una manera de fertilizar óvulos en el laboratorio.  
El éxito de la fecundación in vitro dio impulso a las actuales técnicas de reproducción asistida, que comprenden todos los tratamientos de la esterilidad en los que se manipulan óvulos y espermatozoides.
En 1984 nació en California (EE. UU.) un niño concebido por donación ovocitaria, y, en Australia, una mujer dio a luz un bebé procedente de un embrión congelado.
En 1994, una italiana de 62 años tuvo un hijo gracias a un óvulo donado, fecundado con el esperma de su esposo.
En 1999 se registraron más de treinta mil nacimientos por estos medios tan solo en Estados Unidos, y en algunos países escandinavos la proporción era del 2-3 % anual respecto de los nacimientos totales. A nivel mundial, se calcula que nacen todos los años 100 000 niños fecundados in vitro.

## Técnicas
La reproducción asistida puede ser llevada a cabo empleando diferentes técnicas. La técnica más adecuada dependerá de las circunstancias y problemas particulares de cada pareja o mujer. Sin embargo, la secuencia de técnicas a emplear, de menos a más compleja e invasiva, es la siguiente: coitos programados, inseminación intrauterina (IUI) y fecundación in vitro (IVF). 
También tenemos que contemplar la donación de ovocitos y el diagnóstico genético preimplantacional (DGP), así como la preservación de la fertilidad.

### Coitos programados
Se trata de sincronizar la ovulación con las relaciones íntimas de la pareja. Al paciente se le puede mantener su ciclo natural (no es sometido a estimulación) o ser inducida la ovulación de forma controlada mediante la administración de gonadotropinas.
No obstante, a pesar de la amplia aceptación e de este método en la población actual, es importante recalcar su baja efectividad. En la mayoría de los casos, consiguen generar en las parejas una mayor tensión y ansiedad por la incertidumbre y por el alto grado de exigencia y disposición continua de ambos miembros. Actualmente, existen evidencias de que el mantenimiento de entre 2 a 4 relaciones sexuales por semana, sin períodos de abstinencia en ninguno de los progenitores, es suficiente para coincidir con los días de ovulación femenina y alcanzar la fecundación. Esto, además, permitirá que las relaciones sexuales sean placenteras y consensuadas, aumentando la posibilidad de embarazo y disminuyendo la tensión y ansiedad en la pareja.

### Inducción de la ovulación
Para evitar el seguimiento del pico endógeno de LH necesario en la técnica anterior, los médicos se adelantan con la administración intravenosa de 5000 UI de hCG en el momento en que se constata mediante ecografía la existencia de un folículo maduro ovulatorio. Tras la administración de 5000 y 10000 UI hCG, el folículo ovulará entre 37 y 38 horas más tarde.
La hCG y la LH son hormonas muy similares ya que provocan y mantienen la luteinización. La hCG se elimina más lentamente y su actividad biológica es mayor (se requiere menos unidades). La LH produce menos complicaciones (síndrome de hiperestimulación, SHO) pero la presentación comercial impide usar miles de UI (15 y 30000 UI).
Esta técnica permite un mayor control sobre el momento de la ovulación, lo que permite programar el coito (0 y 48 horas), la inseminación (24 y 48 horas) o la aspiración folicular (36 horas). De esta forma se facilita la planificación de la clínica y sobre todo del laboratorio FIV.

### Inseminación intrauterina
La inseminación artificial permite que la fecundación se realice de forma natural. Al introducir el espermatozoide en el útero, este debe buscar su camino hacia el óvulo maduro y fecundar por su propia cuenta, tal como ocurría en un embarazo tradicional. La gran diferencia y ventaja de la inseminación artificial es que el recorrido del espermatozoide es más corto y con menos riesgos.
Se entiende, por tanto, como la introducción médica del semen o esperma en la vagina de la mujer con la finalidad de conseguir una gestación. Esta vía recibe el nombre de 'inseminación artificial'. Normalmente, con esta técnica, de cada 100 ciclos de inseminación 13 resultan en gestación, y de cada 100 parejas que completan 4 ciclos, 60 consiguen gestación. De todos los embarazos conseguidos, un 15-20% son gemelares y otro 15% se malogran.
Para poder someterse a un ciclo de inseminación artificial se han de cumplir una serie de requisitos: 
- Al menos una de las trompas de Falopio ha de ser permeable.
- El semen tiene que ser de buena calidad.
- Otros, como la edad de la mujer, duración de la esterilidad y los ciclos de inseminaciones anteriores.

Estos requisitos son esenciales para decidir si es conveniente realizar un nuevo ciclo de inseminación artificial o, por el contrario, sería más recomendable someterse a otra técnica más compleja como la fecundación in vitro o transferencia de embriones, la cual ofrecería más garantías de éxito.
Se distinguen dos situaciones según el origen del semen:
- Inseminación artificial homóloga o conyugal (IAH o IAC): el semen procede de la pareja. Se lleva a cabo la inseminación de manera artificial cuando hay alguna dificultad para que se deposite el esperma en la vagina de la mujer de manera natural (en el coito). Este caso puede darse debido a problemas de eyaculación precoz, vaginismo, impotencia o eyaculación retrógrada, entre otros. También puede recurrirse al IAH cuando la mujer presente malformaciones uterinas, moco cervical demasiado espeso, disfunciones ovulatorias, etc. O simplemente cuando la causa de esterilidad en la pareja sea desconocida (34% de los casos).
- Inseminación artificial con donante (IAD): el semen proviene de un donante anónimo. Se recurre a un banco de semen cuando el integrante masculino de una pareja heterosexual presenta azoospermia, enfermedad genética hereditaria o de transmisión sexual, cuando se trata de una pareja de lesbianas o la paciente es una mujer sin pareja y cuando ya ha fallado la técnica ICSI, ya sea por fallo de fecundación o por mala calidad de los embriones (genética o morfológica). La tasa de gestación de IAD, según los últimos datos publicados por el Registro de la Sociedad Española de Fertilidad es del 20% por ciclo.[5]

La inseminación intrauterina consta de tres fases:
- Estimulación hormonal del ovario, para aumentar el número de ovocitos maduros en caso de problemas de esterilidad por factor femenino.
- Preparación del semen, seleccionando y concentrando los espermatozoides móviles, lo que se conoce como capacitación espermática.
- Inseminación de la mujer, que se realiza en una consulta.

### Fecundación in vitro

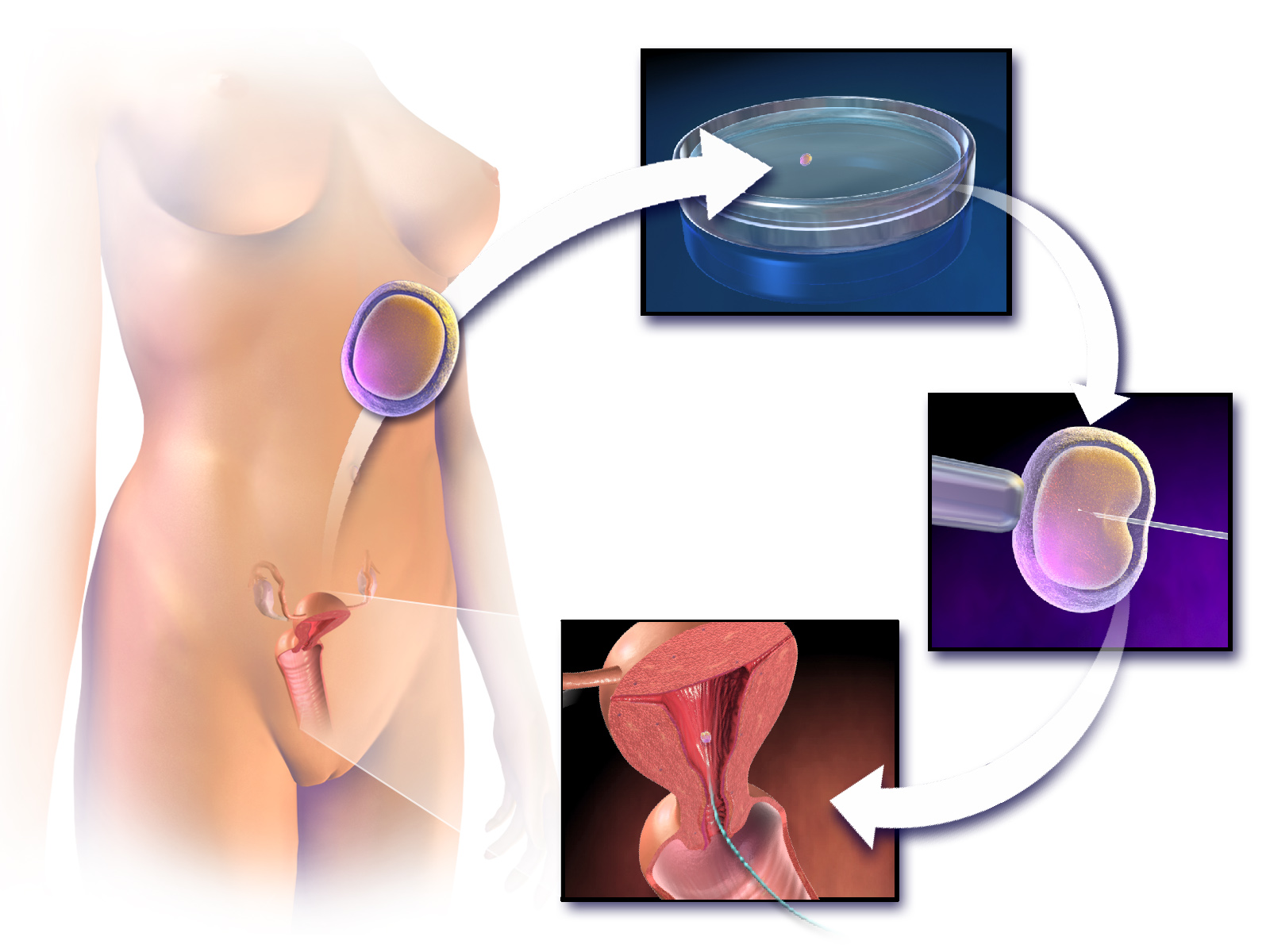

La fecundación in vitro (FIV) consiste en la extracción del ovocito femenino para fecundarlo fuera del organismo de la mujer con espermatozoides obtenidos previamente del hombre. Tras la fecundación, el embrión es cultivado in vitro durante días y luego transferido al útero. La FIV consta de seis fases:
- Estimulación del ovario para favorecer la maduración de los ovocitos.
- Extracción de ovocitos; en el caso de infertilidad femenina, se puede recurrir a la donación de ovocitos.
- Inseminación de los mismos, que puede producirse:
  - De forma clásica, poniendo juntos los ovocitos y los espermatozoides previamente seleccionados y tratados.
  - Mediante inyección intracitoplasmática de espermatozoides (ICSI) en el caso de que los gametos masculinos presenten problemas de movilidad.
- Cultivo in vitro del embrión. Durante el periodo de cultivo, el embrión pasa por diferentes estados de desarrollo. Habitualmente los embriones permanecen en cultivo un total de tres días. En algunas ocasiones, es conveniente prolongar el cultivo de los embriones en el laboratorio hasta el estadio llamado de blastocisto (~5-6 días).
- Transferencia embrionaria; se puede realizar bien en el útero o en las trompas y tiene lugar por vía transcervical (a través del cuello del útero o cérvix), sin anestesia. Las tasas de embarazo con FIV e ICSI están alrededor del 50%, siendo superiores al 60% en el caso de donación de ovocitos. Hoy en día, gracias a la utilización de los incubadores las posibilidades de éxito en técnicas de reproducción asistida son un 20% mayores. Por otro lado, la progesterona es necesaria para la implantación y el mantenimiento de la gestación en los ciclos de FIV. Sabemos que niveles supra fisiológicos de estradiol (por la estimulación ovárica en ciclos de FIV) ejercen un efecto feed-back negativo sobre el eje hipotálamo-hipofisario, disminuyendo los niveles de LH y produciendo una luteólisis precoz del endometrio que obligará a realizar un tratamiento de soporte de fase lútea que nos permita mantener las mejores condiciones posibles para que se produzca la implantación y el mantenimiento del embrión.[6]
- Congelación y descongelación de embriones. Una vez que se ha transferido el número de embriones adecuado para cada caso, los embriones viables sobrantes se someten a un proceso de congelación, lo que permite conservarlos durante un tiempo. De esta forma, estos embriones están disponibles en el momento en que sean requeridos por la pareja. Las tasas de éxito con transferencia de embriones congelados son similares al resto de los tratamientos, superando el 40% y sin producir un aumento del riesgo de aborto o malformaciones.

Cada vez son más las parejas homosexuales femeninas que se someten a una fecundación in vitro, mediante el llamado método ROPA (Recepción de Ovocitos de la Pareja). De este modo, un miembro de la pareja puede gestar un embrión formado con el ovocito de su pareja y el espermatozoide de un donante de semen anónimo. Así, la maternidad es compartida, ya que el tratamiento se comparte entre ambas integrantes de la pareja. Una de las mujeres se estimula y cede sus ovocitos para el embarazo, mientras que la otra se somete a la transferencia y hace frente a la gestación y el parto.
En la actualidad, la reproducción asistida (in útero o in vitro) es una práctica muy común, aunque dependiendo de los centros, los resultados pueden cambiar.
En ocasiones, las enfermedades mitocondriales como el síndrome de Leigh (déficit de complejos I, III y IV de la cadena respiratoria mitocondrial), son las responsables de abortos recurrentes. Por ello, en Ucrania y en México se ha llevado a cabo la llamada FIV de tres progenitores o “terapia de remplazo mitocondrial”. Dicha técnica de reproducción asistida consiste en llevar a término embriones con el ADN nuclear de la pareja sometida a FIV, pero con el ADN mitocondrial de una tercera donante sana. Concretamente, solo el 0,18% del ADN de la donante pasa al embrión y, aunque se transmite a las generaciones posteriores, no afecta a las características esenciales del individuo. Este proceso ha sido aprobado en Reino Unido y sigue el siguiente esquema:
1. Se fertilizan dos óvulos, uno de la madre y otro de la donante, con espermatozoides del padre.
2. Se retira el núcleo de los dos embriones resultantes.
3. Se sustituye el núcleo del embrión de la donante por el núcleo del embrión creado por los padres.
4. Se coloca el embrión resultante en el útero de la madre.

Pese a que tanto el bebé que nazca como su futura descendencia estarán libes de la enfermedad mitocondrial, la “terapia de remplazo mitocondrial” sigue estando prohibida o fuertemente restringida en muchas partes del mundo, incluida la mayor parte de Europa, Estados Unidos, Australia, Nueva Zelanda y Singapur, entre otros.

### Sistema Time-Lapse
La reproducción asistida avanza considerablemente en el campo de la tecnología, una de las mejoras más importantes y notables que existe desde hace años pero que no se ha podido aplicar por complicaciones técnicas, financieras y conceptuales son las incubadoras con tecnología Time-Lapse. 

### Gestación subrogada
La gestación subrogada, subrogación gestacional o gestación en vientre de alquiler es una práctica de reproducción asistida por la que una mujer acepta gestar y dar a luz al hijo de otra pareja o persona soltera. Normalmente la gestante no tiene un vínculo genético con el niño que dará a luz, ya que este es fruto de una fecundación in vitro. Los padres pueden aportar el propio material genético (óvulo y esperma) o, en su defecto, se recurre a un donante de óvulos y/o esperma.
En España cualquier contrato de gestación por sustitución se considera nulo por ley. 
Sin embargo, en países como Estados Unidos, Argentina, Canadá, Australia, Reino Unido, Grecia, Portugal, Rusia, Ucrania o México, existe una legislación que regula esta técnica de reproducción asistida.

## Betaespera
La betaespera es el tiempo que transcurre entre el último paso del tratamiento de reproducción asistida y el momento de hacer la prueba de embarazo. Se trata de un periodo de unos 12-15 días caracterizado por la inquietud ante la espera de conocer si existe embarazo o no. Para conocer el resultado, se mide la detección de la subunidad beta de la hormona hCG (Gonadotropina Coriónica humana), coloquialmente conocida como la hormona del embarazo, en la orina. Esta hormona es liberada por el embrión, en concreto, por las células del trofoectodermo, en estado de blastocisto tras su implantación en el endometrio. Ocurre independientemente de si la fecundación se produce en el organismo de la mujer (embarazo natural e inseminación artificial) o si tiene lugar in vitro. Su función es mantener la producción de la progesterona para que el embarazo progrese de manera correcta.
Durante el tiempo que pasa hasta poder hacer el test de embarazo, es posible que la mujer sienta una serie de síntomas. Los más comunes y habituales son:
- Calambres
- Mayores ganas de orinar
- Cansancio, pesadez y sueño
- Flujo vaginal transparente o amarillo
- Manchado marrón o ligero sangrado
- Dolor lumbar
- Hinchazón abdominal
- Pechos hinchados
- Náuseas
- Dolor lumbar similar a la regla
- Pinchazos en los ovarios
- Dolores de cabeza
- Migrañas y náuseas
- Mal humor
- Estreñimiento
- Insomnio

Además, algunas mujeres comentan tener otros síntomas como notar la boca seca, tener mucha sed y hambre, retortijones y diarrea, temperatura corporal elevada, calambres en el útero, muchos gases, acné y granitos, malestar general, etc.
Estas sensaciones pueden aparecer de forma más o menos intensa y son independientes del embarazo, por lo que el hecho de notar estos síntomas no quiere decir que se esté embarazada ni su ausencia indica no embarazo. Además, algunos de los síntomas son muy similares a los premenstruales y pueden confundir, por tanto, no se puede confirmar ni descartar el embarazo según los síntomas que aparecen durante la betaespera.

## Requisitos
Para la realización de un ciclo de reproducción asistida es necesario contactar con una clínica de reproducción especializada, puede ser tanto pública como privada, que tenga la correspondiente licencia para su actuación. Las técnicas utilizadas deben estar aprobadas por la Comisión Nacional de Reproducción Humana Asistida.
A la hora de engendrar preembriones actualmente no hay un límite establecido (en España) pero por sentido común no se puede sobrepasar el límite necesario para provocar el embarazo de la mujer. El fin único de la producción de preembriones es engendrar vida por medio de la reproducción asistida.
Existe un límite para la transferencia de embriones al útero de la madre, que son 3 embriones por cada intento, razón por la cual es común que la mujer tenga embarazos múltiples.
Debe existir una estricta confidencialidad sobre todas aquellas personas que se someten a estos métodos, tanto los progenitores como los futuros hijos, y sobre los donantes de óvulos o espermatozoides. La persona que dona tiene derecho al secreto, excepto en los casos de peligro de salud grave para el menor, en los que se podrá conocer la localización del donante siempre sin generar derechos de filiación.

## Problemas de la reproducción asistida
Los principales problemas asociados a la fecundación in vitro son los siguientes:

### En la mujer
- Riesgos derivados de la estimulación: Síndrome de hiperestimulación ovárico. Se da durante la fase lútea del ciclo menstrual y consiste en una respuesta anormalmente alta de los ovarios ante la estimulación hormonal y que, además, es persistente en el tiempo. Se trata de una complicación derivada de los tratamientos hormonales de estimulación ovárica en reproducción asistida, principalmente relacionados con la administración de hCG. Los síntomas más destacados de este síndrome son la ascitis, el crecimiento ovárico y el dolor abdominal. La probabilidad de que ocurra una respuesta exagerada (hiperestimulación) con riesgo para una paciente es inferior al 1%, siendo la complicación más grave la torsión de ovarios, que puede desembocar en hemorragias internas.

- Los que derivan de la aspiración de óvulos: La aguja de aspiración puede producir lesiones en los órganos pélvicos provocando hemorragias, lesiones e infecciones en las estructuras pélvicas; así como ruptura de quistes endometriósicos e incluso osteomielitis vertebral.[10][11]

- Embarazo múltiple: La reproducción asistida lleva asociada altas posibilidades de embarazo múltiple, debido a que todavía son numerosas las parejas que deciden transferirse dos embriones. El embarazo múltiple es un riesgo tanto para la madre como para el hijo. La medicina reproductiva camina hacia el Single Embryo Transfer, es decir, hacia la transferencia de un solo embrión. De hecho las transferencias únicas han aumentado en el último lustro, sobre todo tras el éxito de la criopreservación ovocitaria y embrionaria, pero aun así queda mucho camino por recorrer. Algunos de los riesgos del embarazo múltiple son: preeclampsia, diabetes gestacional, hiperémesis gravídica, parto prematuro.

### En el bebé
- La reproducción asistida puede producir alteraciones genéticas, malformaciones congénitas y riesgos a largo plazo en los niños producidos a través de ellas. Importantes estudios coinciden en señalar que existe un aumento significativo de los cariotipos1 con anomalías en niños concebidos mediante microinyección intracitoplasmática (entre 1,4% y 3,5%, según autores) comparado con los estimados para la población general (entre 0,3 y 0,4 por ciento).[12][13][14]

### A nivel obstétrico
- Embarazos múltiples: En ciclos donde se transfieren dos embriones la probabilidad de tener un embarazo gemelar es del 6%. En ciclos donde se transfieren tres embriones la probabilidad de tener un embarazo gemelar es del 12% y de tener un embarazo triple es del 3%. Es importante llevar a cabo controles ecográficos y medir los niveles de estradiol para cancelar el ciclo de reproducción asistida mediante inseminación intrauterina en el caso de que se detecten más de dos o tres folículos ovulatorios. Un embarazo múltiple tiene importantes riesgos de salud tanto para la madre como para los fetos, y normalmente desemboca en un parto prematuro.

- El uso de la reproducción asistida ha provocado un aumento en la incidencia de embarazos ectópicos, placenta previa, riesgo de aborto y embarazo pretérmino.[10][14][15]

## Legislación de la Reproducción asistida
La implementación de las técnicas de reproducción asistida ha generado una polémica en los ámbitos médicos, éticos y consecuentemente en el área de derecho; la regulación y selección de las técnicas, el acceso a las mismas y su aplicación, se vinculan con los derechos humanos y son interrogantes relevantes en lo jurídico.

Existe un pensamiento encaminado a la protección del patrimonio genético de la humanidad. La tendencia es la prohibición de aquellas prácticas que atenten contra este bien jurídico.

### Brasil
La ley brasileña no prohíbe el uso de técnicas de reproducción asistida en humanos, así como tampoco lo regula. En Brasil, el uso de estas técnicas se limitó a seguir lo dispuesto en la Ley de Bioseguridad, en cuanto al uso de embriones humanos para investigación y las directrices derivadas de las resoluciones del Consejo Federal de Medicina. 
Desde 2017 permite que individuos sin problemas reproductivos diagnosticados recurran a técnicas de reproducción asistida como la crioconservación de gametos, embriones y tejidos embrionarios. También pacientes que sufren enfermedades o reciben tratamientos. Familiares en línea de parentesco descendiente podrán ceder temporalmente sus úteros. Antes, solo una madre, abuela, hermana, tía o prima podían ejercer como “vientre de alquiler”. Siguen prohibidos el comercio de embriones, la selección basada en rasgos biológicos y la reducción embrionaria en caso de embarazo múltiple.

Desde 2022, por la Resolución 2.320/2022 del Consejo Federal de Medicina, en relación con la unión homoafectiva, revoca la Resolución CFM n.º 2.294/2021, sección I, que elimina la obligatoriedad de producir como máximo 8 embriones).

### Uruguay
La Ley 19.167 Ley de Reproducción Humana Asistida del 22 de junio de 2013, tiene por objeto regular las técnicas de reproducción humana asistida.
Se aplica a las parejas que se encuentran biológicamente impedidas de concebir así como a las mujeres, independientemente de su estado civil, como terapia de la infertilidad y procedimiento idóneo para concebir.

### España Infracciones y delitos
- Infracciones

Existen tres tipos de infracciones relacionadas con la reproducción asistida, las cuales se pueden dividir en infracciones leves, graves o muy graves.
Las infracciones leves son todas aquellas que no sean ni graves ni muy graves.
Las infracciones graves comprenden:
- La retribución económica a los donantes.
- Que un donante tenga más de seis hijos por donación de sus gametos.
- La creación de más preembriones de los necesarios para procrear.
- Transferir más de tres preembriones a la mujer a la vez.

Las infracciones muy graves, que también pueden llegar a ser delito, comprenden:
- Permitir el desarrollo de embrión más allá de los 14 días fuera del cuerpo de la madre.
- Utilizar técnicas de reproducción asistida no aprobadas anteriormente la Comisión Nacional de Reproducción Humana Asistida.
- La mezcla de ovocitos de diferentes individuos.
- La fecundación interespecies (quimera).
- Selección del sexo o selección de alguna característica del feto sin fines médicos. Esto además de infracción muy grave es un delito.

Las sanciones de los delitos suelen ser multas y cierre de la clínica. La multa máxima será de un millón de euros, aunque esta puede ser mayor cuando el beneficio de la práctica sancionable sea superior al millón de euros.
- Delitos
  - Manipulación de genes que alteren el genotipo, salvo por cuestiones médicas.
  - Fecundar óvulos humanos con cualquier fin distinto a la procreación.
  - Selección de razas.
  - Clonación de humanos.
  - Practicar la reproducción asistida sin el consentimiento previo de la mujer.

## Reproducción asistida y seguridad social

### En Argentina
La Ley 26862 sancionada el 5 de junio de 2013, establece que toda persona mayor de edad, cualquiera sea su orientación sexual o estado civil, tenga Obra social, Medicina prepaga o se atienda en el Sistema público de salud, puede acceder de forma gratuita e igualitaria a las técnicas y procedimientos realizados con asistencia médica para lograr el embarazo.

### En Uruguay
En Uruguay, la Ley 19.167 Ley de Reproducción Humana Asistida del 22 de junio de 2013, Garantiza las técnicas de reproducción humana asistida dentro del Sistema Nacional Integrado de Salud.

### En España
En España en 2013 se aprobó la nueva cartera básica del Sistema Nacional de Salud en relación con la reproducción asistida, financiando solo aquellas que fueran por "motivos terapéuticos o preventivos".
Esto cambió en 2018 cuando finalmente se aprobó la posibilidad de acceder a estos tipos de tratamientos también para mujeres solteras o casadas con otra mujer. 

## Influencia de la religión en la reproducción asistida
La religión puede entenderse como un sistema cultural constituido por un conjunto característico de comportamientos y prácticas, visiones del mundo y principios éticos que, con la ayuda de una organización social determinada, relaciona a la humanidad con un orden concreto de existencia. 
A lo largo de la historia, las creencias religiosas han jugado un papel determinante en la evolución de la ciencia tal y como la conocemos. Desde su aparición a finales del siglo XX, la reproducción asistida ha sido atacada por muchos grupos religiosos, si bien es cierto que también ha sido bien recibida por otros. Concretamente, el nacimiento de Louise Brown (primera “bebé probeta”) por fecundación in vitro en 1978 abrumó a muchas personas, cuya reacción ante esta nueva realidad vino determinada principalmente por sus creencias religiosas.
Actualmente, el judaísmo, el hinduismo y el budismo aceptan la reproducción asistida en casi todas sus formas, aunque un gran porcentaje de los judíos ortodoxos rechazan la participación de terceras personas en el proceso. No ocurre lo mismo con el catolicismo, cuyos representantes defienden que la reproducción asistida es totalmente inaceptable. Asimismo, protestantes, anglicanos, cristianos coptos y musulmanes sunitas aceptan la mayoría de las prácticas que la reproducción asistida abarca, siempre y cuando éstas no involucren la donación de gametos o embriones.
Además, dentro de una misma comunidad religiosa encontramos diferentes posturas; por ejemplo, los cristianos católicos son más estrictos que los cristianos ortodoxos, aunque estos últimos aún siguen rechazando la participación de terceros. Otro dato que llama la atención es que, en contraste con el islam sunita, el islam chiita acepta la donación de gametos y ha iniciado los trámites para institucionalizarlo.
Algunas culturas fuertemente influenciadas por doctrinas filosóficas como el confucianismo, como es el caso de la cultura china, que acepta todas las formas de reproducción asistida que no involucran a terceras personas. Otras comunidades siguen la ley de la tierra, dictada por el grupo o grupos religiosos que predominen en esa comunidad específica.